# Lansiärmössa m/1852

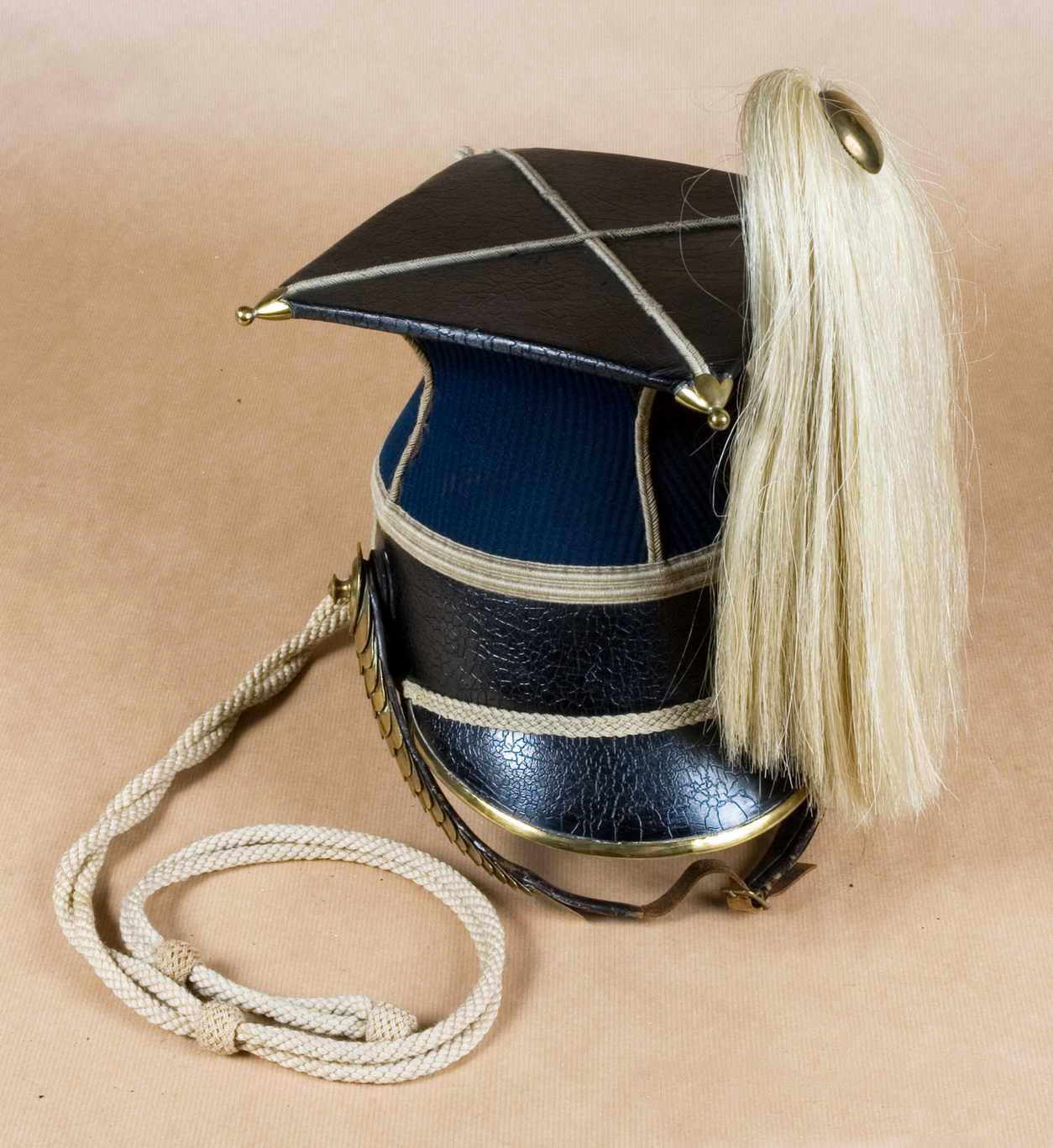
Lansiärmössa m/1852 för Livgardet till häst (K 1) med vit plym.

Lansiärmössa m/1852 är en huvudbonad som har använts av Livgardet till häst åren 1852 - 1879 inom den svenska försvarsmakten (dåvarande krigsmakten).

## Användning
Lansiärmössans polska namn är czapka, "tschapka" och användes enbart av Livgardet till häst (K 1). Lansiärmössan ersatte kask m/1845 i samband med uniformsbytet när regementet gick från att vara dragoner till att bli lansiärer år 1852 till och med 1879. Mössan användes tillsammans med den nya uniformen som endast användes vid K 1 - vapenrock m/1852 och långbyxor m/1852.

### Webbkällor
1. ↑  Hogman, Hans. ”Militaria”. Artilleriets uniformer. Arkiverad från originalet den 9 mars 2013. https://web.archive.org/web/20130309133404/http://www.algonet.se/~hogman/uniformer_armen_18.htm#Artilleriet_1840. Läst 21 september 2012.